# Dhaulagiri
Dhaulagiri (धौलागिरी) je planina na u Nepalu, u planinskom lancu Dhaulagiri Himal, koji je dio lanca Himalaje. Jedna od ukupno četrnaest planina viših od 8000 metara, i s 8167 metara nadmorske visine, sedma najviša planina na svijetu.

## Opis i otkriće
Planina, čiji naziv u prevodu s tibetanskog znači "bijela planina", otkrivena je 1808., te je na osnovu izračuna Williama Spencera Webba proglašena najvišom planinom na svijetu, status koje je održavala 30 godina do otkrića Kangchenjunge. Locirana je sjeverno od Pokhare, važnog regionalnog grada i turističkog odredišta. Dubokim kanjonom Kali Gandaki odijeljena je od lanca Annapurna Himal, koji sadrži Annapurnu, također jedan od vrhova iznad 8000 m visine. Visina u odnosu na dno planine jedna je od najvećih na svijetu, jer se uzdiže 7000 m iznad jugoistočnog kanjona Kali Gandaki na 30 km horizontalne udaljenosti, koji je posebno impresivan zbog neposredne blizine rijeci dva izvanredno visoka planinska vrha. 
Južnu i zapadnu stranu planine Dhaulagiri karakteriziraju masivne strmine koje se uzdižu 4000 metara u odnosu na dno planine. Među manjim vrhovima u lancu, Gurja Himal također sadrži vrlo strme litice na južnoj strani.

## Usponi
Dhaulagiri je prvi put osvojen 13. svibnja 1960., kada se na vrh popela švicarsko- austrijska ekspedicija predvođena Maxom Eiselinom, dok su sam vrhunac osvojili Kurt Diemberger, Peter Diener, Ernst Forrer, Albin Schelbert, Nyima Dorji i Nawang Dorji, preko sjeveroistočnog hrpta, koji je istražila godinu dana ranije austrijska ekspedicija predvođena Fritzom Moravecom. Također, to je bila prva himalajska ekspedicija s podrškom zrakoplova težeg od zraka, iako se sam zrakoplov, Pilatus PC-6, srušio tijekom prilaženja te je kasnije napušten u "Skrivenoj Dolini", sjeverno od planine. Drugi uspon postigao je 1970. japanski tim, kada su se 20. listopada na vrh popeli Tetsuji Kawada i Lhakpa Tenzing.
Većina uspona postignuta je putem prvog uspona na vrhunac, no usponi su također obavljani iz skoro svih ostalih smjerova.

## Galerija
- Pogled iz Ghorepani, Nepal.
- 2001.
- Pogled s Poon Hill, Nepal.
- Dhaulagiri i Muktinath.

## Vanjske poveznice
- peakware.com   Arhivirana inačica izvorne stranice od 2. siječnja 2010. (Wayback Machine)
- summitpost.org  Detaljni opis trekinga i prvog uspona
- britannica.com